# Astragalus conaensis
Astragalus conaensis es una especie de planta del género Astragalus, de la familia de las leguminosas, orden Fabales.
Fue descrita científicamente por Podlech & L.R.Xu.